# Nordholmen
Ne doit pas être confondu avec Nordholmen (Lindås) ou Nordholmen (Stord).
Nordholmen est une île norvégienne du comté de Hordaland appartenant administrativement à Bømlo.

## Description
Rocheuse et désertique, à fleur d'eau, elle s'étend sur environ 261 m de longueur pour une largeur approximative de 81 m.